# ГЕС Паркер
ГЕС Паркер – гідроелектростанція на межі штатів Аризона та Каліфорнія (Сполучені Штати Америки). Знаходячись між ГЕС Девіс (вище по течії) та ГЕС Гідгейт-Рок (19,5 МВт), входить до складу каскаду на річці Колорадо (на території Мексики впадає до Каліфорнійської затоки).
В межах проекту річку перекрили бетонною арковою греблею висотою 98 метрів, довжиною 261 метр та товщиною від 12 (по гребеню) до 30 (по основі) метрів, яка потребувала 291 тис м3 матеріалу. Вона утримує витягнуте по долині Колорадо на 72 км водосховище Лейк-Хавасу з площею поверхні 82,6 км2 та об’ємом 792 млн м3, в якому припустиме коливання рівня у операційному режимі між позначками 134 та 137 метрів НРМ.
Через чотири водоводи діаметром по 6,7 метра ресурс надходить до пригреблевого машинного залу. Основне обладнання станції становлять чотири турбіни типу Френсіс загальною потужністю 120 МВт, які працюють при напорі 22 метра.
Управління роботою станції здійснюється дистанційно з контрольного центру на Греблі Гувера.